# Toyota Urban Cruiser
L'Urban Cruiser è un mini SUV, la cui versione definitiva è stata presentata al salone dell'automobile di Parigi nel maggio 2008 e prodotto dalla casa automobilistica Toyota dal 2009. Per le dimensioni contenute e il disegno massiccio l'auto si propone come crossover cittadino. Su altri mercati viene commercializzato come seconda serie della Toyota ist o utilizzando il marchio Scion, come Scion xD, negli Stati Uniti d'America, esce di scena nel 2014 senza nessun erede. Il modello venne anticipato da una concept car nel 2006.

## Il contesto

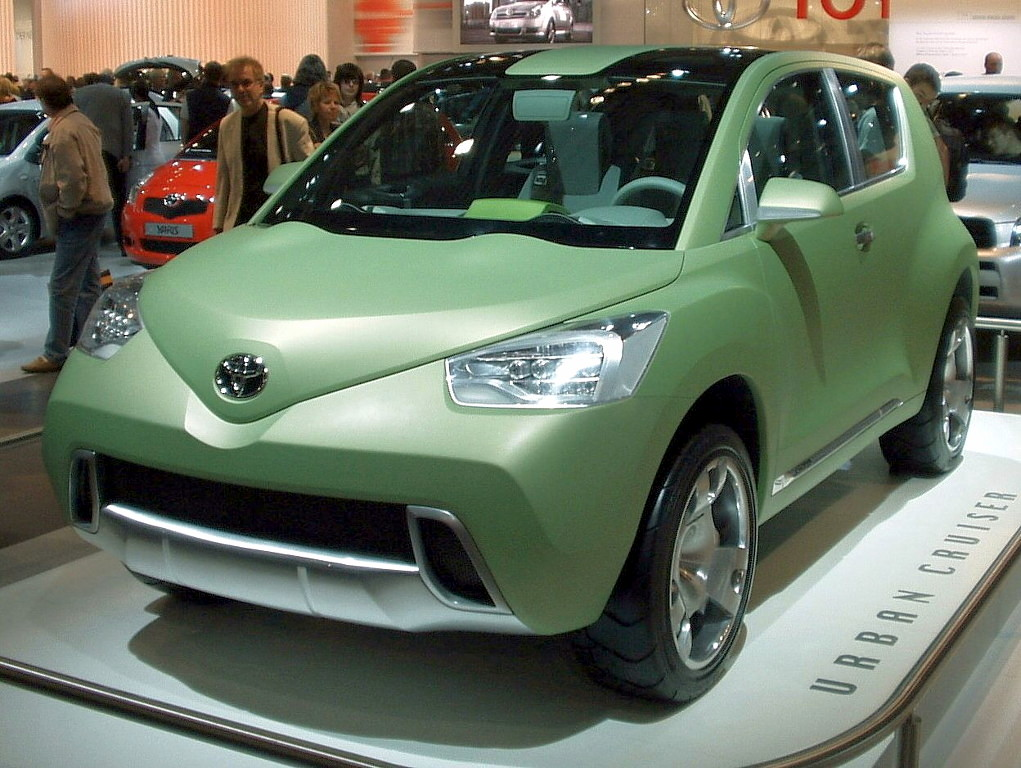
La concept car presentata nel 2006

Le linee del nuovo Urban Cruiser sono muscolose e robuste: l'idea dei designer della casa automobilistica giapponese è stata di creare un'automobile che fosse delle dimensioni di una comune utilitaria ma che avesse una mole più pesante e contorni più pronunciati rispetto al comune veicolo di segmento B. Gli interni tradiscono l'apparente impressione di limitatezza delle dimensioni dall'esterno; internamente infatti offre ampie possibilità di movimento in virtù del passo di 2,5 metri che assicura adeguata comodità. Sotto il profilo degli spazi riservati ai piccoli oggetti garantisce la presenza di numerosi vani come tasche, cassetti portaoggetti e vani per lattine o bottiglie. Anche il bagagliaio offre buona possibilità di carico con 305 litri e 314 litri di capacità, rispettivamente per versioni in presenza o meno di trazione integrale, che diventano 673 e 749 litri abbattendo i sedili posteriori.
Il Mini SUV è proposto nelle versioni diesel e benzina, che offrono, nel primo caso, un 1.4 D-4D 90 CV con consumi di 4,9 L/100 km in ciclo combinato e emissioni che si attestano su 130 g/km e nel secondo un 1.3 Vvti da 16 valvole da 100 CV con consumi di 5,5 L/100 km e emissioni di CO2 di 129 g/km. La versione a benzina è dotata di sistema Start&Stop per lo spegnimento e il riavvio automatico del motore nelle soste ai semafori o negli incolonnamenti.
L'auto è dotata di serie dei sistemi ABS e EBD e garantisce l'assistenza elettronica nella frenata d'emergenza. A quest'accorgimento nella versione 4x4 si somma il Vsc che integra il controllo di stabilità e di trazione.

## Motorizzazioni
| Modello      | Disponibilità        | Motore | Cilindrata (cm³) | Potenza       | Coppia max (Nm) | Emissioni CO2 (g/km) | 0–100 km/h (secondi) | Velocità max (km/h) | Consumo medio (km/L) |
| 1.4 D-4D AWD | dall'esordio al 2014 | Diesel | 1364             | 66 kW (90 Cv) | 205             | 130                  | 12,5                 | 175                 | 20,4                 |